# Середньотепле
Середньоте́пле — село в Україні, у Нижньотеплівській сільській громаді Щастинського району Луганської області. Населення становить осіб.